# 雷米希·施通普夫
雷米希·施通普夫（德語：Remig Stumpf，1966年3月25日—2019年5月14日），德国自行车运动员。他参加了1988年夏季奥运会的100公里团队计时赛和个人公路赛，分别获得了第6名和第14名。